# Tricholeiochiton pennyae
Tricholeiochiton pennyae är en nattsländeart som beskrevs av Wells 1998. Tricholeiochiton pennyae ingår i släktet Tricholeiochiton och familjen smånattsländor. Inga underarter finns listade i Catalogue of Life.